# Тютюри
Тютюри — деревня в Стародубском муниципальном округе Брянской области.

## География
Находится в южной части Брянской области на расстоянии приблизительно 10 км по прямой на восток от районного центра города Стародуб у речки Вабля.

## История
Упоминался с 1663 как владение Федора Молчана, внука Богдана Хмельницкого, который был потом стародубским полковником. Позднее во владении Максимовича, Стаховичей и др. В XVII—XVIII веках входило в 2-ю полковую сотню Стародубского полка. В 1859 году здесь (деревня Стародубского уезда Черниговской губернии) было учтено 30 дворов, в 1892 — 63. До 2020 года входила в состав Десятуховского сельского поселения Стародубского района до их упразднения.

## Население
Численность населения: 236 человек (1859 год), 407 (1892), 55 человек в 2002 году (русские 100 %), 41 в 2010.